# Licencja Wolnej Sztuki
Licencja Wolnej Sztuki (fr. Licence Art Libre, LAL, ang. Free Art License, FAL) – licencja dla dzieł sztuki, zgodna z zasadami copyleftu, tj. przyznająca odbiorcy prawo do swobodnego kopiowania, dystrubuowania oraz modyfikowania dzieła, przy pełnym poszanowaniu praw autorskich twórcy (autora, inicjatora).  Powstała w lipcu 2000 roku i jest uznawana za najstarszą licencję w duchu GNU, przeznaczoną dla publikacji (projektów) artystycznych. Najnowszą wersją licencji jest wersja 1.3.

## Warunki
Podobnie jak GFDL, FAL jest licencją typu copyleft. FAL nie wymaga jednak dostarczenia wraz z utworem pełnego tekstu licencji; wystarcza „jasne zaznaczenie, gdzie licencja może być znaleziona” (czyli podanie adresu URL).
FAL jest niezgodna z licencjami GNU GPL, GFDL i licencjami Creative Commons. Projekt GNU odradza stosowanie jej do programów i dokumentacji z powodu tej niezgodności, ale z drugiej strony zaleca ją zamiast licencji Creative Commons w zastosowaniu do dzieł sztuki.

## Historia
Pierwsza wersja FAL powstała w lipcu 2000. na liście mailingowej <copyleft_attitude﹫april.org>. Głównymi twórcami licencji są prawnicy Mélanie Clément-Fontaine i David Geraud oraz artyści: Isabelle Vodjdani i Antoine Moreau. Na ostateczny kształt licencji miały również wpływ spotkania 'Copyleft Attitude' prowadzone przez Antoine'a Moreau wraz z artystami skupionymi wokół magazynu Allotopie (Francis Deck, Antonio Gallego, Roberto Martinez i Emma Gall), odbywające się w dwóch paryskich centrach sztuki współczesnej: „Accès Local” (styczeń 2000) oraz „Public” (marzec 2000).
W roku 2003 Antoine Moreau zorganizował sesję „Free Admission if free work” w galerii EOF. W roku 2005, pod red. Liliane Terrier, napisał on wspomnienia zatytułowane Le copyleft appliqué à la création artistique. Le collectif Copyleft Attitude et la Licence Art Libre (Copyleft dostosowany do twórczości artystycznej. Kolektyw Copyleft Attitude oraz Licencja Wolnej Sztuki).
W roku 2007, wydano wersję 1.3 licencji, mającą poprawić kompatybilność licencji FAL z innymi licencjami typu Copyleft.